# Генріх V Гладкий
Генріх V Гладкий (бл. 1248 — 22 лютого 1296) — князь Яворський в 1273—1278 роках, Легніцький в 1278—1296 роках, Вроцлавське в 1290—1296 роках. Відомий також під іншими прізвиськами «Череватий» і «Брутальний».

## Життєпис

### Князь Яворський
Походив з роду Сілезьких П'ястів. Старший син Болеслава II, князя Легніцького, і Ядвіги Ангальської. народивсяблизько 1248 року, хоча висуваються версії щодо інших дат — 1245 і 1250 років. Про його молоді роки нічого не відомо. Перша згадка про нього відноситься до 1264 році, коли він був посвячений у лицарі при дворі богемського короля Пржемисла Оттокара II. У 1273 році батько віддав йому Яворське князівство. з цього часу відомий як Генріх Яворський. Того ж рокуоженився на доньці Болеслава Побожного.
У 1277 Болеслав II виступив союзником Рудольфа I, короля Німеччини, і захопив в полон Генрика IV, князя Вроцлавського. Цей вчинок обурив як вроцлавську шляхту і інших сілезьких князів. Коаліцію проти Болеслава II очолили Пшемисл II, князь Великої Польщі, і Генріх III Глогувський. Під час битви під Столецем Болеслав II, не витримавши напруги бою, втік з частиною військ, але Генріх Яворський, очоливши решту війська, здобув перемогу і захопив в полон Пшемисла II і Генріха III. Генріх IV Праведний був змушений поступитися Болеславу II третину своїх земель в обмін на свободу.

### Князь Легніцький
У 1278 році після смертібатька розділив усі родинні володіння з братами. Генріх віддав Явірське князівство молодшим братам Болеславу і Бернарду, а собі залишив Легніцьке князівство і місто Сьрода-Шльонська.
Продовжував політику батька, намагаючись відновити контроль над Верхньою Сілезією. У 1281 році він прийняв запрошення Генрика IV Праведного на з'їзд князів в Сандовелі. Там Генріх IV кинув до в'язниці його, а також колишніх союзників Генріха III Глогувского і Пшемисла II Великопольського, щоб отримати від них політичні поступки. На свободу він вийшов лише в обмін на визнання Генрика IV князем Вроцлавським. Після звільнення Генріх V почав налагоджувати контакти з Вацлавом II, королем Богемії, що в цей час розпачав політику з підкорення Сілезії.

### Князь Вроцлавський
У 1290 році після смерті Генрика IV Праведного звільнився трон Вроцлавськогок нязівства. За заповітом останнього владу там мав отримати Генріх III Глогувський, але проти цього рішення повстала вроцлавська шляхта, яка боялася, що той стане занадто сильним правителем. Замість цього запросила на Генріха V, розраховуючи, що той буде слабким правителем, при якому можна буде творити все, що завгодно. Натомість Генріх III Глогувський вирішив домагатися Вроцлавського князівства.
Генріх V наказав стратити за вбивство Пакослава Здзешица, але залишив при дворі його сина Лутка. 11 листопада 1293 року Лутек Здзешиц зрадив князя і видав Генріху III Глогувскому, який півроку протримав його в темниці. За своє звільнення Генріху V довелося заплатити викуп в 30 тисяч марок, а також віддати Генріху III міста Намислув, Бєлява, Олесниця, Ключборк, Бичина, Волчин, Олесно, Хойнув і Болеславець. Поки Генріх V знаходився в полоні, князівством управляв як регент його брат Болеслав Яворський. Після звільнення Генріх V передав йому в 1291 році на знак подяки за допомогу міста Свідніца, Зембіце, Зомбковіце-Шльонські і Стшелін.
Перебування у в'язниці сильно підірвало здоров'я Генріха V. Побоюючись за майбутнє свого князівства, він в 1294 році вирішив віддатися під захист папі римському. Помер в 1296 році і був похований в монастирі клариссінок у Вроцлаві. Вроцлавське князівство перейшло до його сина Болеслава

## Родина
Дружина — Єлизавета, донька Болеслава Побожного, князя Великопольського.
Діти:
- Ядвига (1277 — після 1347), дружина Отто, сина Оттона V, маркграфа Бранденбург-Зальцведельського
- Євфимія (1278—1347), дружина Оттона III, герцога Каринії і графа Тироля
- Анна (1284—1343), аббатиса монастиря Св. Клари у Вроцлаві
- Єлизавета (бл.1290 — 1357/1358), аббатиса монастиря Св. Клари у Вроцлаві
- Болеслав (1291—1352), князь Вроцлавський
- Гелена (1293 — після 1300), черниця
- Генріх (1294—1335), князь Вроцлавський
- Владислав (1296—після 1352), князь Бжезький